# Massacre de Yangzhou (760)
Lors du massacre de Yangzhou qui se déroule en l'an 670, sous la dynastie Tang à Yangzhou, des rebelles chinois dirigés par Tian Shengong se sont livrés au massacre de marchands étrangers arabes et perses en 760 apr. J.-C.
Ce massacre ne doit pas être confondu avec celui qui a eu lieu dans la même ville en 1645, après la prise de la ville par les troupes de la dynastie Qing, lors de leur conquête de la Chine du Sud

## Contexte
Au cours des décennies précédent le massacre, une riche communauté de marchands arabes et persans s'était installé à Yangzhou, qui était devenu un grand centre de commerce.
En 758, soit deux ans avant le massacre, des pirates arabes et persans ont attaqué et pillé des entrepôts à Guangzhou (connus sous le nom de Khanfu ou Sin-Kalan), selon un rapport local du gouvernement de Guangzhou daté du jour de Guisi (癸巳) du neuvième mois lunaire de la première année de l'ère Qianyuan de l'empereur Suzong de la dynastie Tang (大 食, 波斯 寇 廣州) ; ce qui correspond au 30 octobre 758,,,
Cette attaque a alimenté et amplifié les sentiments de xénophobie de la population Chinoise envers les marchands et les commerçants étrangers, qui sont devenus des boucs émissaires lors du déclin de la dynastie Tang[Pas dans la source].

## Massacre
Le massacre a eu lieu pendant la Révolte d'An Lushan. Des marchands arabes et persans dans la ville ont été massacrés par milliers lorsque des soldats rebelles de Tian Shengong (田神功) sont arrivés dans la ville. Les marchands ont été ciblés parce qu'ils étaient à la fois riches et étrangers,,,,,,,,,,,, (大 食 波斯賈 胡 人; 商 胡 波斯 數千 人) .

## Événements connexes
Lors du massacre de Guangzhou en 879, 120 000 musulmans arabes, persans, juifs, zoroastriens et chrétiens ont été tués par le chef rebelle chinois Huang Chao .

## Voir également
- Liste de massacres en Chine